# Le Puy-en-Velay
Le-Puy-en-Velay, på svenska ofta Le Puy, är en stad och kommun i departementet Haute-Loire i regionen Auvergne-Rhône-Alpes i centrala Frankrike. Kommunen är chef-lieu över 5 kantoner som tillhör arrondissementet Le Puy-en-Velay. År 2022 hade Le-Puy-en-Velay 18 989 invånare.
Le Puy är känt för vallfartsleden och vandringsleden Jakobsleden, som leder mot Santiago de Compostela i norra Spanien, ungefär tre dagsmarcher från Atlantkusten, anses börja i Le Puy-en-Velay. Den första pilgrimen som vandrade leden var Gottskalk, biskop av Le Puy, år 950. 

## Befolkningsutveckling
Antalet invånare i kommunen Le Puy-en-Velay
| Referens: INSEE |